# 바우마뉴 카를리스

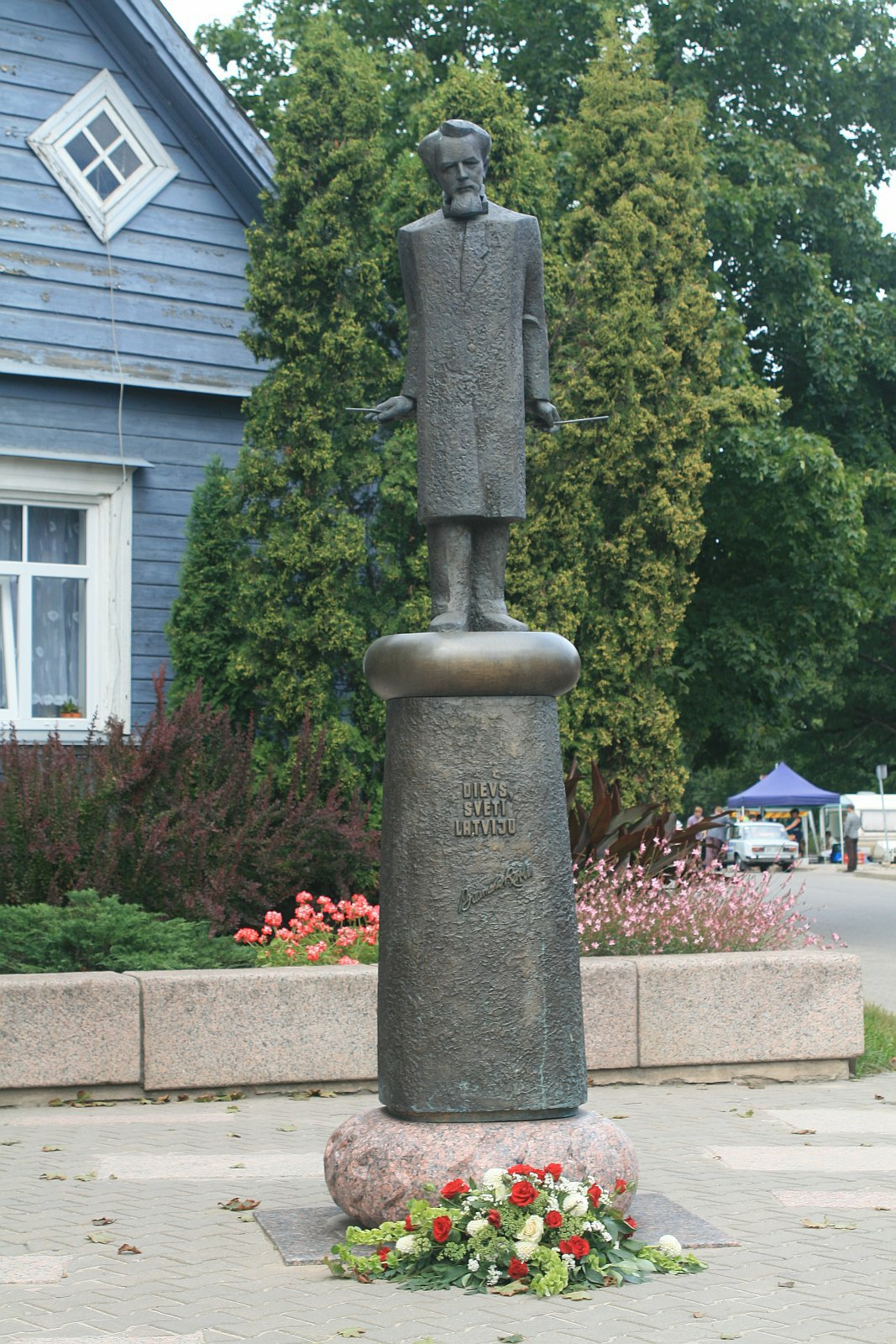

바우마뉴 카를리스(라트비아어: Baumaņu Kārlis, 1835년 5월 11일 ~ 1905년 1월 10일)은 라트비아의 시인이자 음악가였다.
러시아 제국 시절 노래 가사에 '라트비아'란 말을 처음으로 사용한 음악가였으며, 라트비아의 국가의 작사 및 작곡을 맡았다.